# محاصره فالز
نبرد فالایز (Panzergruppe West) درگیری تعیین‌کننده نبرد نرماندی در جنگ جهانی دوم بود.